# Peruviaanse Democratische Partij
De Peruviaanse Democratische Partij (Partido Demócrata Peruano, PDP) is een Peruviaanse politieke partij. De partij werd op 26 juni 2006 opgericht door voormalige leden van de Unie voor Peru (UPP). Carlos Torres Caro voert de partij aan.
De parlementsleden Torres, Gustavo Espinoza en Rocío González verlieten in 2006 de UPP nadat hun partij de race verloor om mee te beslissen over de aanstelling van de president. De presidentstrol was voorzien voor Ollanta Humala en Torres had de rol van vicepresident van Peru in moeten nemen. In 2011 werd Humala alsnog president, echter met Marisol Espinoza Cruz als eerste en Omar Chehade als tweede vicepresident.